# جاي ماك روبنسون
جاي ماك روبنسون (بالإنجليزية: J. Mack Robinson)‏ هو شخصية أعمال أمريكي، ولد في 7 مايو 1923 في أتلانتا في الولايات المتحدة، وتوفي بنفس المكان في 7 فبراير 2014.